# Što je prosvjetiteljstvo (Foucault)
Michel Foucault je 1984. napisao kraći tekst Što je prosvjetiteljstvo u kome nadovezuje svoju filozofiju na Kantova razmišljanja u istoimenom članku iz 1784. godine. U ovom Foucaultovom tekstu nalazimo misao da se u razdoblju poslije prosvjetiteljtva već od Hegela i Nietzschea nadalje jedva može naći filozofija koja se nije suočila s upravo tim pitanjem. Foucault na osnovu toga izvodi da bismo, ako bismo pokušavali odgovoriti što je moderna filozofija, mogli reći da je to ona koja pokušava odgovoriti na pitanje "Što je prosvjetiteljstvo?"
Dva ključna Kantova pojma koje Foucault ovdje razvija su autonomija i sloboda.

## Polazište: Kant, Baudelaire

### Kantov tekst
U Kantovom tekstu Foucault podvlači opredijeljenje prosvjetiteljstva kao izlaska (iz maloljetnosti) i upozorava na razliku takvog postavljanja refleksije o sadašnjosti u odnosu na prijašnja (u Platona, Augustina, Vica). Tako shvaćeno, prosvjetiteljstvo znači modifikaciju prijepostojećeg odnosa između volje, autoriteta i upotrebe pameti (uma). Pošto je čovjek sam odgovoran za svoju maloljetnost, iz nje ne može izići bez promjene koju će sam izvesti na samome sebi. Uz individualni aspekt prosvjetiteljstva prisutan je i institucionalni, politički, društveni aspekt: prosvjetiteljstvo kao politički problem.
Iako Kantov tekst - prema Foucaultu - nije posve iscrpan i adekvatan opis kompleksnosti kulturnih i društvenih promjena s kraja 18. stoljeća, ipak unosi neku važnu filozofsku perspektivu kada načinje problem kako da se čovječanstvo (odnosno određenije država) transformira u zajednicu slobodnih i autonomnih individua. Zato ispostavlja Kantovu koncepciju prosvjetiteljstva kao doba Kritike - naime trostrukog rasuđivanja o tome što čovjek može spoznati, što treba činiti i čemu mu je dozvoljeno nadati se, te u tom kontekstu vezu upitivanja »Što je prosvjetiteljstvo?« s tri velike Kantove kritike. Osobita crta Kantovog teksta je daljnje ukrštanje te kritičko-analitičke strane refleksije s historičnom refleksijom o aktualnosti njegovog poduhvata.
Svoju analizu Kantovog teksta sažme u konstataciji da treba modernost zamišljati više kao stav (attitude), nego u smislu povijesnog razdoblja.

### Stav modernosti kao grčki ethos
Slično poimanje modernosti nalazimo u 19. stoljeću kod Baudelairea gdje biti moderan ne znači jednostavno prihvatiti vremenski diskontinuitet u odnosu na tradiciju, ne znači to bežeće, prijelazno, kontingentno kretanje sadašnjosti - već zauzeti stav (attitude) u odnosu prema njemu. Baudelairova modernost je po Foucaultu volja za pojunačenjem sadašnjosti; ali ujedno se radi o ironičnoj heroizaciji sadašnjosti: u isti mah je i igra slobode s realnim. Ekstremna pozornost prema realnome suočena je s praksom neke slobode koja ujedno poštuje to realno i krši ga (le viole). Foucault na kraju zaključuje da za Baudelairea modernost čovjeka obavezuje k zadaći da samoga sebe razrađuje.
Što se tiče značaja Kantovog teksta za nas (tj. za Foucaultovu vlastitu filozofiju), ispostavlja se (u prosvjetiteljstvu ukorijenjen) tip filozofskog istraživanja koji problematizira:
- odnos prema sadašnjosti
- način historičnog postojanja (v izvirniku être: može i bitak, biće) i
- konstituiranje samoga sebe (kao autonomnog subjekta).

Uz to još naglašuje da je »nit koja nas može ponovno vezati na prosvjetiteljstvo, permanentna kritika nekog stava, dakle nekog filozofskog ethosa« - reaktivacija »permanentne kritike našeg historičnog postojanja (être)«.

### Citati i napomene
1. ↑  Cfr. Dits et écrits, II, str. 1386
2. ↑  "elle l'astraint à la tâche de s'élaborer lui-même".
3. ↑  Dits et écrits, II, str. 1390

## Vanjske poveznice
- Što je prosvjetiteljstvo, tekst na francuskom.
- Što je prosvjetiteljstvo, tekst na engleskom.